# IEEE 802.11i
IEEE 802.11i, WPA2 (ang. Wi-Fi Protected Access II) – protokół sieci bezprzewodowych. Implementuje w sobie: 802.1x oraz CCMP.
W porównaniu z WEP:
- wykorzystuje 128-bitowe klucze kryptograficzne
- ma poprawione wszystkie znalezione luki w zabezpieczeniach WEP
- wykorzystuje dynamiczne klucze (na poziomie użytkownika, sesji, pakietów)
- automatycznie dystrybuuje klucze
- posiada podniesiony poziom bezpieczeństwa autoryzacji użytkownika (przy użyciu 802.1x oraz EAP)